# غنبدان (سراب)
غنبدان هي قرية في مقاطعة سراب، إيران. يقدر عدد سكانها بـ 210 نسمة بحسب إحصاء 2016.